# Digitaria gerdesii
Digitaria gerdesii är en gräsart som först beskrevs av Eduard Hackel, och fick sitt nu gällande namn av Parodi. Digitaria gerdesii ingår i släktet fingerhirser, och familjen gräs. Inga underarter finns listade i Catalogue of Life.